# Визни режим Русије
Визни режим Русије представља политику државе у погледу захтева за улазак странаца на њену територију.

## Безвизни режим
Носиоцима обичних пасоша следећих држава и територија није потребна виза за посету Русији:
| - Абхазија - Азербејџан - Јерменија - Казахстан - Киргистан | - Молдавија - Таџикистан - Узбекистан - Украјина |  |

| - Аргентина - Боливија - Бразил - Вануату - Венецуела - Гвајана - Гватемала - Гренада - Доминика - Еквадор - Ел Салвадор - Израел - Јамајка - Куба - Јужна Африка | - Колумбија - Костарика - Никарагва - Панама - Парагвај - Перу - Свети Винсент и Гренадини - Свети Китс и Невис - Суринам - УАЕ - Уругвај - Фиџи - Хондурас - Чиле |  |

| - Босна и Херцеговина - Лаос - Макао - Македонија 1 - Монголија | - Палау - Србија - Сејшели - Тајланд - Црна Гора |  |

Напомене
1. ^  Виза није потребна али је неопходан ваучер или позивно писмо.